# Most Sikorskiego
Most Sikorskiego – jeden z wrocławskich mostów na rzece Odrze Południowej, na osi ul. Podwale.
Most łączy lewy brzeg Odry Południowej (na przedłużeniu ulicy Podwale) z Kępą Mieszczańską. W obecnej postaci – stalowy, nitowany, dwuprzęsłowy, z filarem wspartym na wysepce pośrodku nurtu. Konstrukcja kratownicowa z górnym pasem o kształcie zbliżonym do parabolicznego, pasy dolne usztywnione pomostem, górne – poprzecznymi łącznikami. Wieszaki i zastrzały częściowo ażurowe.

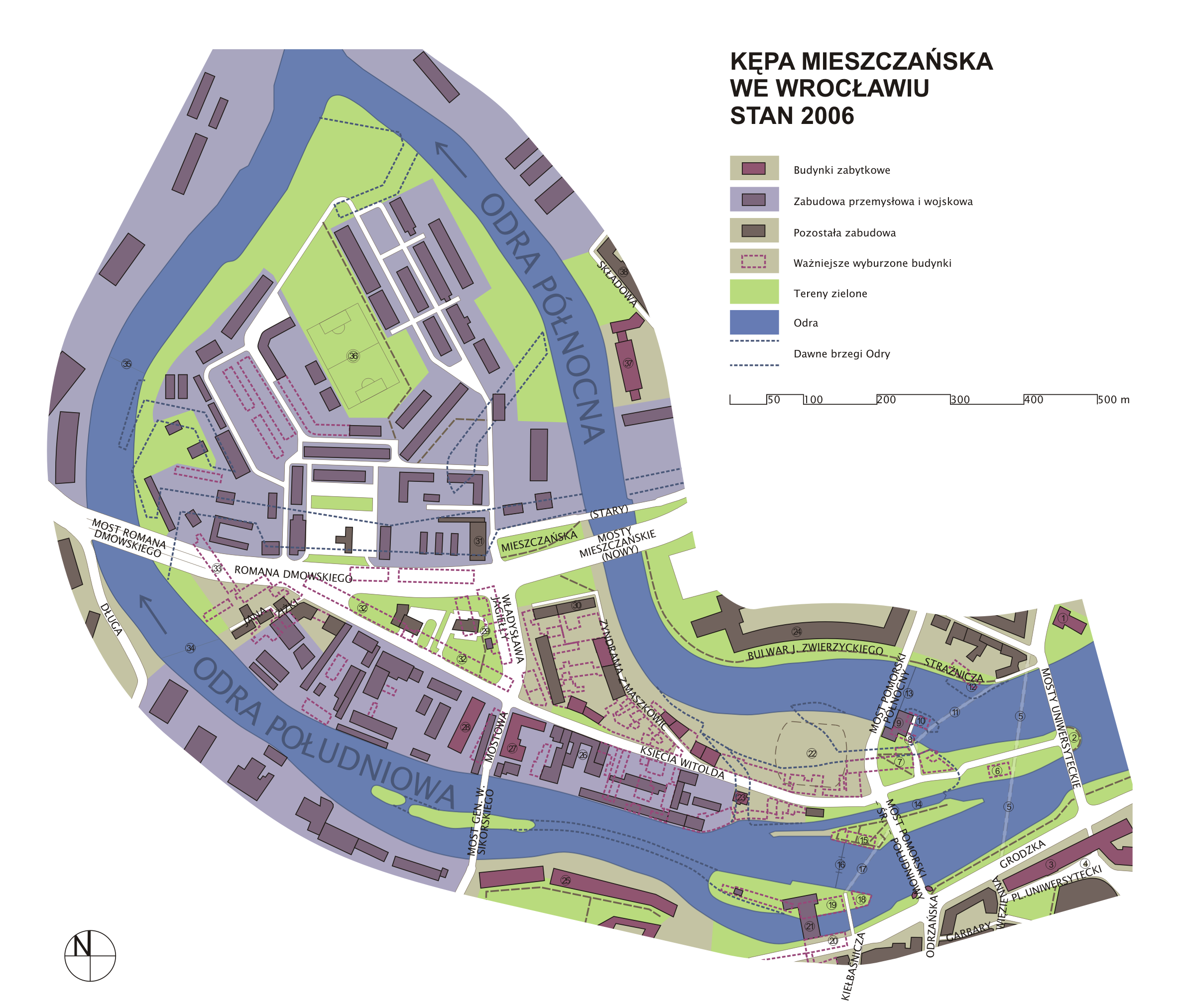
fragment planu Wrocławia; most Sikorskiego u dołu pośrodku

Most zbudowany został w 1875 r., jest zatem jednym z najstarszych istniejących dziś w mieście. Od końca XIX w. znajdują się na nim dwa tory tramwajowe. Początkowo nosił niemiecką nazwę Königsbrücke (most Królewski), a krótko po wojnie most Lignicki (Legnicki), później nazwano go imieniem generała Władysława Sikorskiego. 
W 1986 r. przeprowadzono kapitalny remont, podczas którego wymieniono żeliwne blachy cylindryczne pod jezdnią i płyty granitowe pod chodnikami na płyty żelbetowe. W 2001 r. wymieniono nawierzchnię drogową i tramwajową. W latach 2008–2009 wykonano remont zabezpieczenia antykorozyjnego stalowej konstrukcji i dokonano wymiany urządzeń dylatacyjnych. 